# Ма, Йо Йо
Йо Йо Ма (кит. трад. 馬友友, упр. 马友友, пиньинь Mǎ Yǒuyǒu, палл. Ма Юю; 7 октября 1955, Париж) — американский виолончелист китайского происхождения. Родился в Париже, получил образование в Нью-Йорке, США. Ма был вундеркиндом, выступая с четырёх с половиной лет. Он окончил Джульярдскую школу и Гарвардский университет и выступал в качестве солиста с оркестрами по всему миру. Он записал более 90 альбомов и получил 18 премий Грэмми.
В дополнение к записям стандартного классического репертуара, он записал широкий спектр народной музыки, такой как американская музыка блюграсс, традиционные китайские мелодии, танго аргентинского композитора Астора Пьяццоллы и бразильская музыка. Он сотрудничал с такими артистами, как джазовый певец Бобби Макферрин, гитарист Карлос Сантана, Сержио Ассад и его брат Одаир, а также автор-исполнитель и гитарист Джеймс Тейлор. Основным исполнительским инструментом Ма является виолончель Монтаньяна, созданный в 1733 году и оценённый в 2,5 миллиона долларов США.
Ма является Посланником мира Организации Объединённых Наций с 2006 года. Он был награждён Премией Гленна Гульда в 1999 году, Национальной медалью США в области искусств в 2001 году, Президентской медалью Свободы в 2011 году и Polar Music Prize в 2012 году.
Ма включён в список самых влиятельных людей 2020 года Time 100.

## Ранняя жизнь и образование
Йо-Йо Ма родился в Париже 7 октября 1955 года в китайской семье и имел музыкальное воспитание. Его мать, Марина Лу, была певицей, а его отец, Ма Сяоцзюнь, был скрипачом и профессором музыки в нанкинском Национальном центральном университете (предшественник нынешнего Нанкинского университета и Юго-восточного университета). Они оба эмигрировали из Китайской Республики во Францию во время гражданской войны между коммунистами и Гоминьданом. Его сестра, Йоу-Ченг Ма, играла на скрипке, прежде чем получить медицинскую степень и стать педиатром. Семья переехала в Нью-Йорк, когда Ма было семь лет.
С самого раннего возраста Ма играл на скрипке, фортепиано, а затем на альте, но в 1960 году в возрасте четырёх лет остановился на виолончели. Ма шутит, что его первым выбором был контрабас из-за его большого размера, но он пошел на компромисс и вместо этого выбрал виолончель. Вундеркинд начал выступать перед аудиторией в возрасте пяти лет и выступал для президентов Дуайта Эйзенхауэра и Джона Кеннеди, когда ему было семь лет. В восемь лет он появился на американском телевидении вместе со своей сестрой в концерте под управлением Леонарда Бернстайна. В 1964 году Айзек Стерн представил их на «Вечернем шоу с участием Джонни Карсона», и они исполнили Сонату Саммартини. Ма посещал Тринити-школу в Нью-Йорке, но перешел в Профессиональную детскую школу, которую окончил в 15 лет. Он выступил в качестве солиста с Гарвардским оркестром Рэдклиффа и исполнял Вариации на тему рококо Чайковского.
Ма учился в Джульярдской школе в 19 лет у Леонарда Роуза и посещал Колумбийский университет, но бросил учёбу. Позже он поступил в Гарвардский колледж. До поступления в Гарвард Ма играл в оркестре Marlboro Festival под руководством виолончелиста и дирижёра Пабло Казальса. Ма провел четыре лета в музыкальной школе Мальборо после того, как познакомился и влюбился в студентку колледжа Маунт-Холиок и администратора фестиваля Джилл Хорнор в своё первое лето 1972 года.
Ещё раньше Ма стал известен и выступал со многими ведущими оркестрами мира. Он также играл камерную музыку, часто с пианистом Эмануэлем Аксом, с которым он дружит с тех пор, как они вместе учились в Джульярдской музыкальной школе. Ма получил степень бакалавра в Гарварде в 1976 году. В 1991 году он получил почётную докторскую степень Гарварда.

## Карьера
В 1997 году Ма был показан в саундтреке Джона Уильямса к голливудскому фильму «Семь лет в Тибете». В 2000 году он играл саундтрек к фильму «Крадущийся тигр, затаившийся дракон», а в 2003 году — саундтрек к фильму «Хозяин морей: На краю земли». Ма снова сотрудничал с Уильямсом над оригинальной музыкой к фильму 2005 года «Мемуары гейши». Ма также работал с итальянским композитором Эннио Морриконе и записал композиции Морриконе из Долларовой трилогии, включая «Хороший, плохой, злой», а также «Однажды в Америке», «Миссия» и «Неприкасаемые». У него также более 90 альбомов, 18 из которых — лауреаты премии Грэмми. Ма является лауреатом Премии Международного центра Нью-Йорка за выдающиеся достижения.
Помимо плодотворной музыкальной карьеры Ма в 1999 году сотрудничал с ландшафтными архитекторами, чтобы спроектировать сад, вдохновленный Бахом. Это пространство, известное как Музыкальный сад, интерпретирует Сюиту № 1 Баха соль мажор для виолончели без аккомпанемента — BWV 1007, создавая каждую секцию в саду так, чтобы она соответствовала танцевальным движениям в сюите. Первоначально планировавшийся для Бостона, проект был реализован в районе Харборфронт в Торонто.
Ма был назначен послом мира тогдашним Генеральным секретарем ООН Кофи Аннаном в январе 2006 года. Он является одним из основателей влиятельного китайско-американского Комитета 100, который занимается проблемами американцев китайского происхождения.
3 ноября 2009 года президент Обама назначил Ма членом президентского комитета по искусству и гуманитарным наукам. Его музыка была показана в документальном фильме 2010 года «Евреи и бейсбол: американская история любви», рассказчиком в котором выступил лауреат премии Оскар Дастин Хоффман. В 2010 году президент Обама объявил, что наградит Ма Президентской медалью свободы; Ма был представлен к награде на церемонии в феврале 2011 года.
В 2010 году Ма был назначен творческим консультантом Джадсона и Джойс Грин Чикагского симфонического оркестра. В сотрудничестве с музыкальным руководителем оркестра Риккардо Мути он запустил инициативу Citizen Musician. Интересы Йо Йо Ма представляет независимая фирма по управлению артистами Opus 3 Artists.
Также в 2010 году он появился в сольном альбоме гитариста Карлоса Сантаны «Небеса гитары: величайшая гитарная классика всех времен», исполняя вместе с Сантаной и певицей Индией Ари классическую песню The Beatles While My Guitar Gently Weeps.
В 2015 году Ма выступал вместе с автором-исполнителем и гитаристом Джеймсом Тейлором с двумя отдельными треками альбома Тейлора Before This World.

### Ансамбль Шелкового пути
Ма сформировал свой собственный Ансамбль Шелкового пути, следуя торговому маршруту, который более 2000 лет использовался для торговли через Европу и Азию с Китаем. Его целью было собрать вместе музыкантов из разных стран, которые исторически связаны Шёлковым путем. Его записи с ними были на лейбле Sony Classical Records. Он также основал проект Silk Road Connect, в котором участвуют дети из средних школ США, включая Нью-Йорк.

## Стиль игры
Критики называют Ма «всеядным», у него эклектичный репертуар. Образец его универсальности в дополнение к многочисленным записям стандартного классического репертуара включает его записи пьес барокко с использованием старинных инструментов; Американская музыка блюграсс; традиционная китайская музыка, включая саундтрек к фильму «Крадущийся тигр, затаившийся дракон»; танго аргентинского композитора Астора Пьяццоллы, бразильская музыка, запись традиционных песен и песен, написанных Антониу Карлосом Жобимом и Пиксингуиньей; сотрудничество с Бобби Макферрином (Ма признался, что был в ужасе от импровизации, которую вызвал Макферрин); а также музыку современного минималиста Филипа Гласса в таких произведениях, как фильм 2002 года «Накойкаци».
Ма известен своим мягким, насыщенным тоном, а также своей виртуозностью, в том числе виолончельной записью 24 каприса Никколо Паганини для скрипки соло и сонатой для виолончели Золтана Кодая.

## Инструменты
Основным исполнительским инструментом Ма является виолончель по прозвищу «Петунья», созданная Доменико Монтаньяной в 1733 году и оценённая в 2,5 миллиона долларов США. Её название придумала студентка, которая подошла к Ма после одного из уроков в Солт-Лейк-Сити и спросила, есть ли у него прозвище для его виолончели. Он сказал: «Нет, но если я буду играть для тебя, ты назовёшь?». Она выбрала Петунию, и название прижилось. Йо-Йо Ма случайно оставил виолончель в такси в Нью-Йорке в 1999 году, но её быстро вернули неповреждённой. В том же году, когда шея «Петунии» была повреждена во время досмотра багажа, он одолжил виолончель «Пауль» из музея Кимей для концерта на Тайване. Повреждение было вовремя устранено, но, тем не менее, Ма во время концерта сыграл и на «Петунии», и на «Пауле».
Другая виолончель Ма, «виолончель Давыдова», ранее принадлежала Жаклин дю Пре, которая завещала её ему. Хотя дю Пре ранее высказывала свое разочарование по поводу «непредсказуемости» этой виолончели, Йо Йо Ма приписывал этот комментарий страстному стилю игры дю Пре, добавляя, что виолончель Страдивари должна быть «уговорена» музыкантом. До недавнего времени она использовалась для стиля барокко, поскольку Ма играл исключительно музыку барокко на ней.
Ма также владеет современной виолончелью, изготовленной Питером и Венделой Моес из Пайсенберга, Германия, и одной виолончелью из углепластика компании Luis and Clark из Бостона.

## Выдающиеся живые выступления
5 июля 1986 года Ма выступил в Нью-Йоркском филармоническом оркестре в честь 100-летия Статуи Свободы, который транслировался в прямом эфире на телеканале ABC. Оркестр под управлением Зубина Меты выступил в Центральном парке.
Ма выступил дуэтом с Кондолизой Райс на вручении Национальной медали искусств 2001 года и Национальной медали за гуманитарные науки. Ма был первым исполнителем 11 сентября 2002 года на Граунд-Зиро. Он сыграл Сарабанду из оперы Баха «Сюита для виолончели № 5 до минор». Ма исполнил специальную аранжировку песни «Fragile» со Стингом и хором Мормонской Скинии во время церемонии открытия Зимних Олимпийских игр 2002 года в Солт-Лейк-Сити, штат Юта. Он также выступал в качестве артиста серии «Великие исполнители Пеннингтона» с Симфоническим оркестром Батон-Руж в 2005 году.
Он исполнил «Air and Simple Gifts» Джона Уильямса на церемонии инаугурации Барака Обамы 20 января 2009 года вместе с Ицхаком Перлманом (скрипка), Габриэлой Монтеро (фортепиано) и Энтони Макгиллом (кларнет). В то время как квартет играл вживую, музыка, воспроизводимая одновременно через динамики и по телевидению, была записана за два дня до этого из-за опасений по поводу того, что холодная погода повредит инструменты. Ма сказал: «Порванная струна — это не дело. Было ужасно холодно».
3 мая 2009 года Ма исполнил мировую премьеру «Self Comes to Mind» Брюса Адольфа для виолончели соло и двух перкуссионистов с Джоном Феррари и Аяно Катаока в Американском музее естественной истории в Нью-Йорке. Работа основана на поэтическом описании эволюции мозга в сознание, написанном для композитора нейробиологом Антонио Дамасио. На премьере представлена запись сканирования мозга, предоставленная Ханной Дамасио, и другие изображения. Они были согласованы с музыкой во время выступления.
29 августа 2009 года Ма выступил на похоронах сенатора Эдварда М. Кеннеди. Пьесы, которые он исполнил, включают «Сюиту для виолончели № 6» Баха и «Panis Angelicus» Франка с Пласидо Доминго.
3 октября 2009 года Ма появился вместе с премьер-министром Канады Стивеном Харпером на гала-вечере Национального центра искусств в Оттаве. Харпер, фанат Битлз, играл на пианино и спел «With a Little Help from My Friends», а Ма аккомпанировал ему на виолончели.
16 октября 2011 года он выступил на мемориале Стива Джобса в Стэнфордской мемориальной церкви.
В 2011 году Ма выступал с американским танцором Чарльзом Райли «Лил Бак» в США и Китае на американо-китайском форуме по искусству и культуре.
18 апреля 2013 года Ма выступил на межконфессиональной службе в честь жертв взрывов на Бостонском марафона, проходившего в Соборе Святого Креста. Он сыграл сарабанду из «Сюиты для виолончели № 5 до минор» Баха. Кроме того, он и другие музыканты аккомпанировали участникам Бостонского детского хора во время исполнения гимна.
12 сентября 2017 года Ма исполнил все шесть сюит для виолончели Баха в Голливуд-боул (Лос-Анджелес). После первых трёх сюит была «десятиминутная пауза» (как это описывалось на видеоэкране Bowl). Приблизительно 17000 присутствующих также слышали, как Ма выступал на бис, посвящая виолончелисту Пабло Казальсу, который 13-летним мальчиком в 1890 году обнаружил старую копию сюиты Баха в музыкальном магазине подержанных вещей и донёс их до современности.
1 мая 2019 года Ма выступил в Паранальской обсерватории в пустыне Атакама. Ма был мотивирован посетить астрономическую обсерваторию и выступить в этом месте из-за его интереса к астрономии.
20 июня 2019 года Ма исполнил «Полные сюиты для виолончели» Баха на пленэре в Павильоне Джея Притцкера в Чикаго, штат Иллинойс. Бесплатное выступление привлекло то, что могло быть его самой большой аудиторией, в павильоне вместимостью 11 000 человек и множеством тысяч слушателей из окружающего Миллениум-парка.

## В массовой культуре
Ма появился в эпизоде анимационного детского телесериала «Артур», а также в сериалах «Западное крыло» (эпизод «Ноэль», в котором он исполнил прелюдию к Виолончельной сюите № 1 Баха на рождественской вечеринке в Конгрессе) и «Улица Сезам». В эпизоде «Симпсонов» «Missionary: Impossible» Ма (озвучивает Хэнк Азариа) бежит за Гомером Симпсоном вместе со многими другими частыми гостями PBS. Позже Ма появился в эпизоде «Puffless», где он сыграл серенаду и музыкальную тему. Он дважды появлялся в «Соседстве мистера Роджерса» и подружился с создателем и ведущим Фредом Роджерсом. Позже Ма получил первую премию «Наследие Фреда Роджерса».
Он также снялся в визуальном сопровождении своих записей Баха «Шесть сюит для виолончели без аккомпанемента».
Ма часто приглашал на пресс-конференции Apple Inc. и Pixar генеральный директор Стив Джобс, и он выступал на сцене во время основных презентаций мероприятия, а также появлялся в рекламе компьютера Macintosh. Записи Баха в исполнении Ма были использованы в мемориальном видео, выпущенном Apple в первую годовщину смерти Джобса.
Ма был гостем в сегменте «Not My Job» в шоу «Wait Wait... Don't Tell Me!» 7 апреля 2007 года, где он выиграл для слушателя Тэда Мура.
27 октября 2008 года Ма появился в качестве гостя и исполнителя на шоу «Отчёт Кольбера». Он также был одним из гостей шоу 1 ноября 2011 года, где он исполнил песни из альбома «The Goat Rodeo Sessions» с музыкантами Стюартом Данканом, Эдгаром Мейером и Крисом Тайлом. Ма также записал несколько виолончельных сюит Баха для фильма 2012 года «Билл У.». 5 октября 2015 года он появился в новой программе Кольбера «Позднее шоу со Стивеном Кольбером» в поддержку балерины Мисти Коупленд и досрочно отпраздновал своё 60-летие.
В августе 2018 года Ма появился на Tiny Desk Concerts от NPR.
19 июня 2020 года та же группа музыкантов, которая записала «The Goat Rodeo Sessions», выпустила второй альбом под названием «Not Our First Goat Rodeo».

## Личная жизнь
С 1978 года Ма женат на консультанте по искусству Джилл Хорнор. У них двое детей, Николас и Эмили. Хотя он лично считает это «худшим эпитетом, с которым он когда-либо сталкивался», в 2001 году он был отмечен как «Самый сексуальный классический музыкант» по версии журнала «People». Он продолжал получать такое звание на протяжении многих лет, в том числе от AARP в 2012 году. Его также описывают как человека с несомненным характером и выделяли за скромность и гуманизм.
Согласно исследованию, представленному Генри Луисом Гейтсом-младшим для сериала PBS «Лица Америки», родственники спрятали генеалогическую книгу Ма в своём доме в Китае, чтобы спасти ей от уничтожения во время Культурной революции. Его происхождение по отцовской линии можно проследить на восемнадцать поколений до 1217 года. Эта генеалогия была составлена в XVIII веке предком, прослеживая всех с фамилией Ма по отцовской линии до одного общего предка в III веке до нашей эры. Пайхан Йо был выбран его прапрапрапрадедом, Ма Цзи Цаном, в 1755 году.

## Дискография
Альбомы Ма включают записи концертов для виолончели (в том числе Шостаковича, Брамса, Элгара и Гайдна), сонаты для виолончели и фортепиано, сюиты Баха для виолончели и разнообразную камерную музыку. Он также записывался в неклассических стилях, особенно в сотрудничестве с Бобби Макферрином, Крисом Ботти, Карлосом Сантаной и Джеймсом Тейлором.

## Награды
- Премия Эвери Фишера (1978)
- Национальная медаль США в области искусств (2001, США)[8]
- Орден «Данакер» (26 апреля 2003 года, Кыргызстан) — за большой вклад в популяризацию идей Великого Шёлкового пути, развитие и укрепление культурных взаимосвязей между народами[65]
- Латинская Грэмми (2004) — за лучший инструментальный альбом: Obrigado Brazil (Sony 89935)
- Премия Дэна Дэвида (2006)
- Офицер ордена «За заслуги перед культурой»[рум.] в категории B «Музыка» (2009, Румыния)[66].
- Президентская медаль Свободы (2011, США) — за культурный вклад[67] (номинирован 17 ноября 2010)[68]
- Премия центра Кеннеди (2011)
- Polar Music Prize (2012) — «… Йо Йо Ма посвятил свою виртуозность и своё сердце путешествиям ради музыкальных исследований и открытий в мире»[69].
- Командор ордена Искусств и литературы (2016, Франция)[70]
- Императорская премия (2021)

Введён в Зал славы журнала Gramophone.